# Rolls-Royce LiftSystem
Le Rolls-Royce LiftSystem, associé au turboréacteur Pratt & Whitney F135, est un système de propulsion aéronautique conçu pour être employé dans la version à décollage et atterrissage verticaux (STOVL, Short Take-Off & Vertical Landing) du F-35 Lightning II. Conçu par la compagnie Rolls-Royce Holdings plc., le système complet, connu sous la désignation d'Integrated Lift Fan Propulsion System (ILFPS) (pour « système de propulsion à soufflante de sustentation intégrée »), a été récompensé par le trophée Collier en 2001,.

## Besoins du programme JSF
La variante à décollage vertical du F-35, le F-35B, est prévue pour remplacer l'avion à décollages verticaux Harrier, qui fut le premier appareil au monde de sa catégorie à entrer en service opérationnel. L'une des exigences du programme JSF, qui a donné naissance au F-35, était de disposer d'un avion pouvant voler à vitesse supersonique, et la variante ADAV de cet appareil devait être dotée d'un système de sustentation verticale (lift system) qui ne compromette pas cette capacité. La solution fut présentée comme étant le Rolls-Royce LiftSystem, conçue au cours d'un contrat de développement de démonstration de système (SDD, System Development and Demonstration) de 442 millions de dollars, octroyé par la société américaine Pratt & Whitney à Rolls-Royce plc.. Les besoins furent satisfaits, le 20 juillet 2001, lorsque le démonstrateur X-35 effectua un décollage court, un vol à vitesse supersonique, puis revint à sa base de départ en se posant verticalement,.

## Conception et développement
Au lieu d'utiliser des moteurs de sustentation verticaux (comme l'ADAV soviétique Yak-38 Forger) ou des tuyères pivotantes pour la soufflante, comme pour le Harrier, le LiftSystem est équipé d'une soufflante de sustentation entraînée par un arbre de transmission, conçue par Lockheed Martin et développée par Rolls-Royce et d'une tuyère à vectorisation de la poussée pour l'échappement du moteur. Cette dernière assure une sustentation en vol vertical, mais peut également supporter l'usage de la postcombustion en vol horizontal pour atteindre des vitesses supersoniques. Le système partage plus de points communs avec le Yakovlev Yak-141 russe ou l'EWR VJ 101 allemand qu'avec les précédentes conceptions d'ADAV, auxquelles appartient le Harrier.
L'équipe chargée du développement du système de propulsion comprend Lockheed Martin, Northrop Grumman, BAE Systems, Pratt & Whitney et Rolls-Royce, sous la direction du bureau du programme JSF, du département de la Défense des États-Unis. Paul Bevilaqua, ingénieur en chef des projets de développement avancés de Lockheed Martin (les Skunk Works), inventa le système de propulsion à soufflante de sustentation. L'idée d'une soufflante de sustentation entraînée par un arbre de transmission date en fait du milieu des années 1950, et avait déjà été présenté une première fois entre 1995 et 1997 par l'Allison Engine Company, un autre constructeur de moteurs. De même, l'idée d'employer une tuyère basculante remonte au milieu des années 1950, lorsque fut lancée l'idée par le célèbre concepteur français Michel Wibault. Déjà au cours des années 1960, tous les principaux constructeurs de moteurs aéronautiques commençaient virtuellement à tenter de concevoir des tuyères articulées à trois éléments.
Le département de la Défense américain offrit à General Electric et Rolls-Royce un contrat de 2,1 milliards de dollars, pour développer conjointement le moteur F136 comme alternative au F135. Le LiftSystem était conçu pour fonctionner aussi bien avec l'un ou l'autre de ces deux moteurs. À la suite de l'arrêt des financements gouvernementaux, GE et Rolls-Royce stoppèrent le développement de leur moteur en 2011.
Rolls-Royce dirige la totalité du programme de développement et d'intégration depuis son site de Bristol, au Royaume-Uni, qui est également responsable de la conception d'une partie des différents éléments du système, comme la partie pivotante de la tuyère arrière, les jets de stabilisation en roulis et la soufflante verticale. L'équipe aux États-Unis, à Indianapolis est chargée de fournir la boîte d'engrenages, l'embrayage, l'arbre de transmission et la tuyère, ainsi que la construction et la vérification du bon fonctionnement de la soufflante de sustentation.

### Utilisation

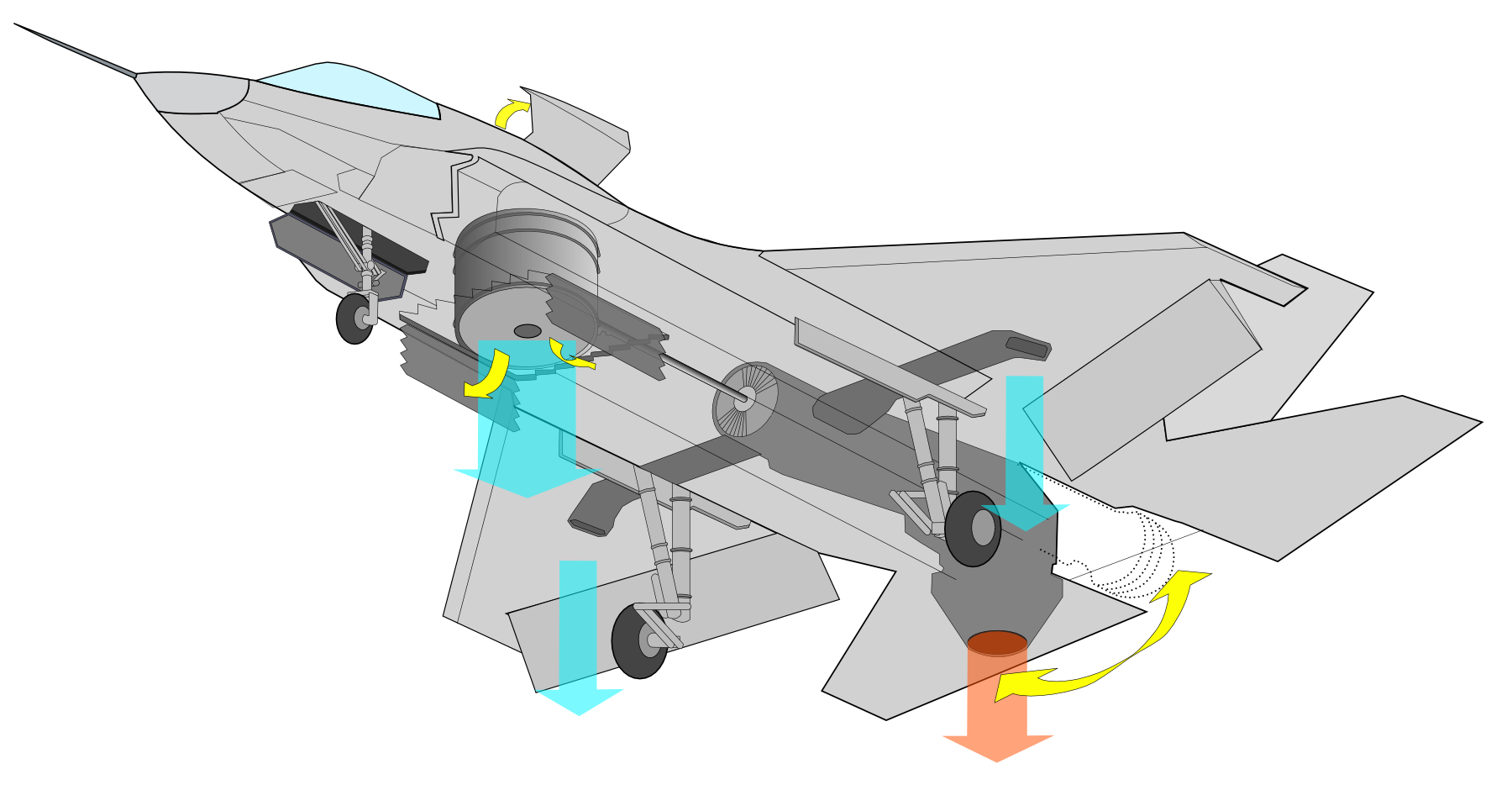
Schéma du LiftSystem et distribution des flux de sustentation.

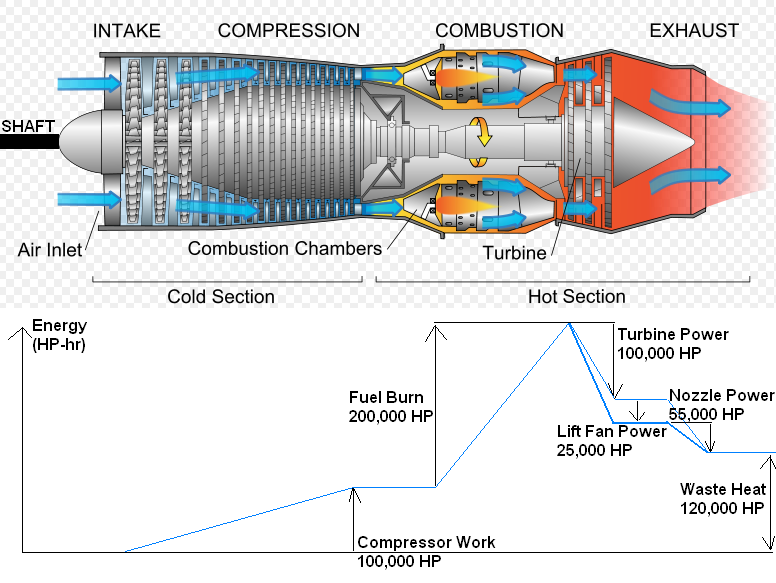
Courbe de puissance du prototype du LiftSystem.

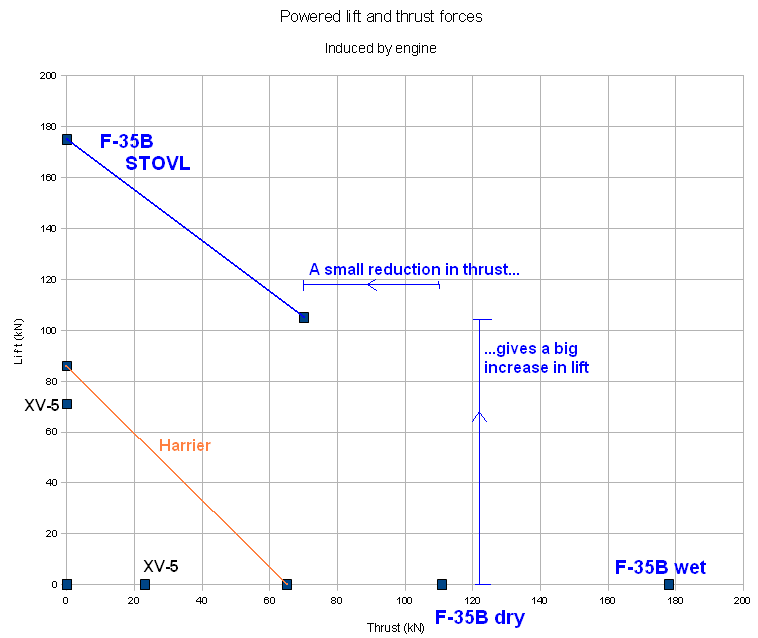
Courbe de poussée de sustentation de l'avion équipé du LiftSystem.

Le Rolls-Royce LiftSystem est constitué de quatre éléments principaux :
- La soufflante de sustentation (LiftFan) ;
- L'arbre de transmission des efforts reliant le moteur à la soufflante[11]
- Le module pivotant à trois roulements, désigné en anglais : Three-Bearing Swivel Module (3BSM) ;
- Les deux buses auxiliaires de contrôle du roulis, désignées en anglais : roll posts.

Le module pivotant à trois roulements, le 3BSM, est une tuyère à vectorisation de la poussée installée à l'échappement du moteur, qui permet au même moteur utilisé pour la propulsion horizontale de fonctionner soit en propulsion classique, avec la postcombustion, soit apporter sa contribution à la sustentation de l'appareil, en déviant son jet de gaz chauds vers le bas,. Il peut pivoter de 95° en 2,5 secondes.
En « mode vertical », 29 000 ch de puissance, sont prélevés sur le moteur et renvoyés depuis la turbine basse-pression vers la soufflante verticale, par le biais de l'arbre de transmission, d'un embrayage et d'un couple conique. Cette puissance est délivrée à une soufflante verticale dotée de deux étages contrarotatifs installée en avant du moteur principal. Le flux créé par cette soufflante, à faible vitesse et non réchauffé, est expulsé vers le sol à travers une veine orientable située sous l'avion, équilibrant ainsi la poussée produite par le 3BSM accroché à l'arrière du réacteur principal.
Pour la stabilité latérale et le contrôle en roulis de l'avion, l'air passant par le canal secondaire du moteur principal (le « deuxième flux », dans un turboréacteur à double flux) est dévié via deux canalisations vers des « roll posts », deux buses d'éjection d'air sous pression situées dans chacune des ailes. Elles sont contrôlées par deux actionneurs hydrauliques. Pour le contrôle en tangage, les  sections de la tuyère et de l'entrée d'air de la soufflante sont en permanence ajustées afin de modifier l'équilibre entre elles sans toutefois modifier la somme de leur poussée cumulée, et également maintenir constante la vitesse de rotation de tous les éléments internes du système (turbines et soufflantes). Les déplacements en avant, et même en arrière, sont contrôlés par l'inclinaison du 3BSM et de la sortie de la soufflante verticale
Ci-dessous, les valeurs de poussée produites par les différents composants du LiftSystem, en vol stationnaire vertical :
| 3BSM (poussée à sec) | Soufflante verticale | Roll posts (combinés) | Total                 |
| -------------------- | -------------------- | --------------------- | --------------------- |
| 80 kN (8 157,7 kgp)  | 89 kN (9 075,4 kgp)  | 17 kN (1 733,5 kgp)   | 186 kN (18 966,7 kgp) |

En comparaison, la poussée maximale fournie par le Rolls-Royce Pegasus 11-61 (F402-RR-408), la version la plus puissante de ce moteur, utilisée dans l'AV-8B Harrier II, est de 106 kN, soit 57 % de la poussée produite par le LiftSystem. La masse de l'AV-8B représente toutefois seulement 46 % de celle du F-35B, ce qui semble finalement indiquer un rapport masse/poussée plus favorable en faveur de l'avion britannique, moins moderne mais bien plus léger.
Comme des moteurs de sustentation dédiés (système employé par le Yak-38), le LiftSystem représente une masse morte pendant le reste du vol, mais l'avantage de son emploi est que la poussée plus importante qu'il produit augmente d'autant la charge utile que l'avion peut emporter. Aussi, le flux d'air froid que brasse le LiftSystem réduit les dégradations habituellement causées aux ponts d'envol des porte-avions par les gaz chauds et à haute vitesse des systèmes précédents (en particulier le Harrier).

### Défis à la conception
Au cours du développement du LiftSystem, de nombreuses difficultés ont dû être surmontées, et de nouvelles technologies exploitées.
La soufflante emploie des disques aubagés monoblocs (« blisks », contraction de « blade » et de « disk ») en titane creux de 1,30 m de diamètre, fabriqués par formage superplastique et soudage par friction linéaire au moyeu du disque. Des matériaux composites à matrice organique (CMO) sont utilisés pour les étages redresseurs intermédiaires (le stator). Le LiftFan doit fonctionner de manière sécurisée à des vitesses allant jusqu'à 250 nœuds (463 km/h). Cette vitesse apparaît en fait comme un très fort vent de travers, pour l'entrée d'air horizontale de la soufflante, et ces conditions se produisent lorsque l'appareil effectue ses transitions entre vol horizontal et vol vertical.
Le mécanisme d'embrayage emploie un disque à technologie carbone/carbone, développée à l'origine pour les freins d'aviation. La friction n'est utilisée que pour entraîner la soufflante à de faibles vitesses de rotation du moteur principal. Un verrou mécanique est engagé avant de commencer à augmenter le régime vers la pleine puissance. La boîte d'engrenages doit être capable de fonctionner avec des interruptions de son alimentation en huile pouvant durer jusqu'à une minute, tout en transférant la puissance maximale à la soufflante à travers un renvoi d'angle de 90°.
Le module arrière pivotant à trois roulements 3BSM doit, à la fois, supporter la chaleur de la tuyère vectorielle expulsant les gaz chauds du moteur, et ensuite transmettre la poussée produite en retour vers les supports fixant le moteur à l'avion (effet d'action/réaction). Les actionneurs hydrauliques du 3BSM n'emploient pas d'huile, mais du carburant maintenu à une pression de 3 500 psi, soit environ 241 bars, afin de réduire la masse du système et simplifier sa conception. L'un des actionneurs se déplace en même-temps que la tuyère pivotante, ce qui le fait pivoter de 95° et l'expose également à la chaleur intense et aux vibrations.

### Tests
Au cours de la période tests de définition du Joint Strike Fighter, deux structures produites par Lockheed furent testées : Le X-35A, qui fut plus tard converti en X-35B, et le X-35C, doté d'ailes plus grandes. La version ADAC/V F-35B était équipée du système Rolls-Royce LiftFan.
Les tests en vol du LiftSystem commencèrent en juin 2001, et le 20 juillet de la même année, le X-35B devint le premier avion de l'histoire à effectuer un décollage court, un vol en palier supersonique et un atterrissage vertical dans le même vol. Quand les tests furent terminés en août, l'avion avait effectué 17 décollages verticaux, 14 décollages courts, 27 atterrissages verticaux et 5 vols supersoniques. Au cours des derniers tests de qualification du programme JSF, le X-35B décolla en moins de 150 m, effectua un vol horizontal supersonique et revint se poser verticalement.
Des tests au sol de la combinaison LiftSystem/réacteur F136 furent également menés, au sein de l'usine General Electric, à Pebbles, en Ohio, en juillet 2008. Le 18 mars 2010, un F-35B effectua une démonstration de vol stationnaire et d'atterrissage vertical à la Patuxent River Naval Air Station à Lexington Park, dans le Maryland.

### Trophée Collier
En 2001, le système est récompensé par le prestigieux trophée Collier, en reconnaissance de la « plus grande réussite de l'aéronautique ou de l'astronautique en Amérique », en particulier dans l'« amélioration de la performance, de l'efficacité et de la sécurité des engins aériens ou spatiaux, ce qui a été largement démontré par l'utilisation faite au cours de l'année précédente ».

## Problèmes
De conception très novatrice,  le moteur est souvent victime de casses brutales en raison de la déformation de ses carters à haut-régime Parmi les problèmes rencontrés, une fissure a été détectée dans la veine d'arrivée d'air de la soufflante au cours d'un ravitaillement moteur tournant, le personnel au sol découvrant une fuite de carburant en provenance du conduit. Tous les appareils de production avaient alors été restreints à une limite de facteur de charge de 3 G et interdits de ravitaillement en vol. Cette restriction a finalement été levée sur les appareils de tests, dont le conduit a été changé, mais demeure en place pour les autres appareils de production déjà livrés. Le suivi des problèmes rencontrés lors du développement de l'avion est régulièrement mis à jour et détaillé dans un document produit par le Defense Department's Director of Operational Test and Evaluation (DOT&E) (Bureau des évaluations et des essais opérationnels du Pentagone) et par le GAO (U.S. Government Accountability Office) qui publie régulièrement des mises à jour sur le développement du F-35 et sur la gestion des solutions mises en place.

## Galerie
- Démonstration en vol du couple X-35 - LiftSystem, comprenant décollages et atterrissages verticaux, vol stationnaire et ravitaillement en vol.
- Démonstration d'un atterrissage vertical, montrant le 3BSM en fonctionnement.

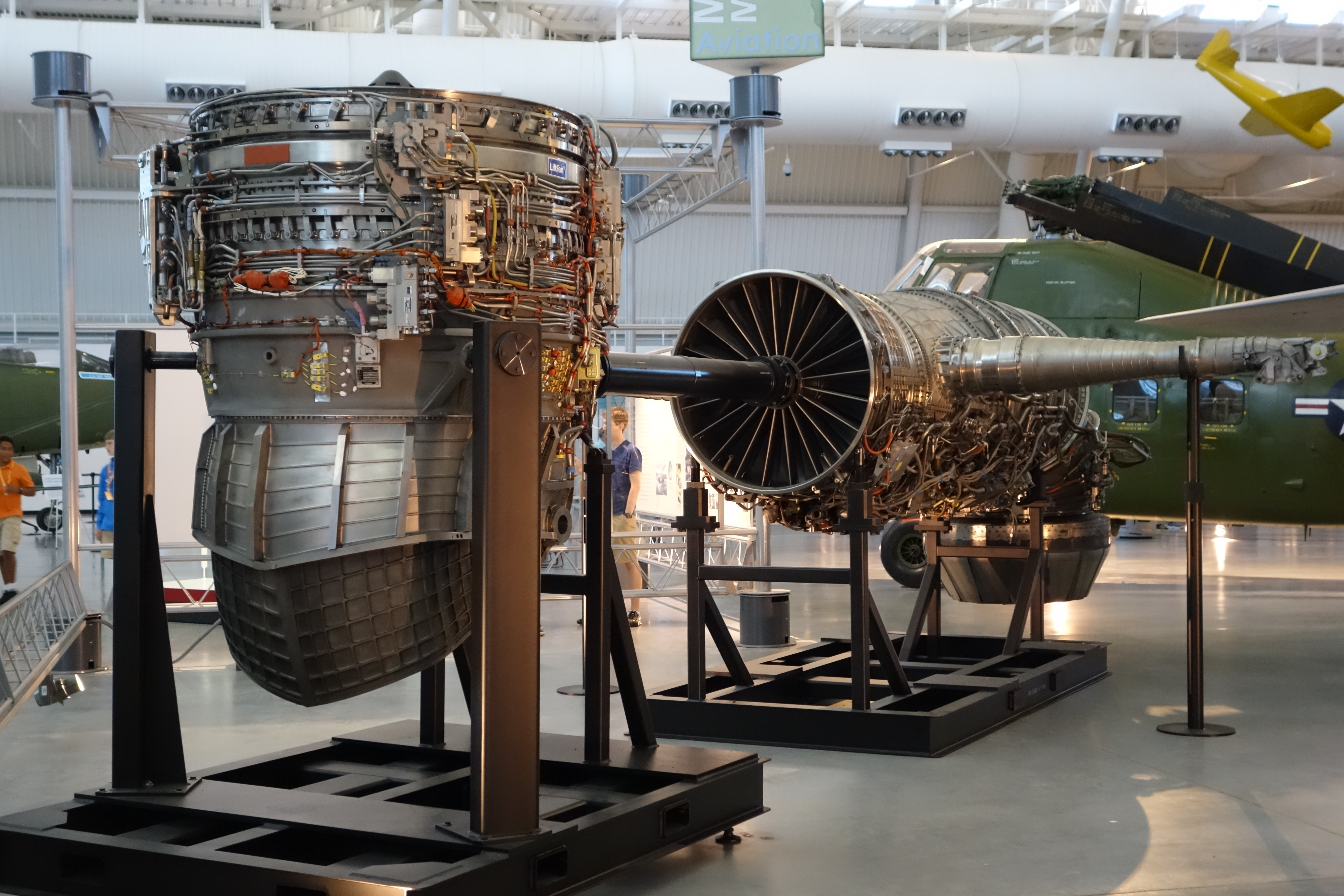
Ensemble complet exposé au National Air and Space Museum.